# Tumulus Serpent
Les tumulus Serpent sont un site archéologique et funéraire situé à Keene en Ontario, en surplomb du lac Rice, dans le comté de Peterborough.
Ce site funéraire est un ancien parc provincial qui a été cédé aux Hiawatha, tribu des Mississaugas, qui ont continué à exploiter le site.
Il a été reconnu en tant que lieu historique national du Canada en 1982.

## Description
Le site est un groupement de six tumulus funéraires distincts, de forme sinueuse, sur plus de 60 m de longueur, 8 m de large et jusqu'à 1,8 m de hauteur. Il est daté entre l'an 50 av. J.-C. et l'an 300 apr. J.-C. C'est un site unique en son genre au Canada.